# Belén de Umbría
Belén de Umbría es una población y municipio de Colombia en el departamento de Risaralda, a una altitud de 1.634 metros y se encuentra a una distancia aproximada de 70 kilómetros de la ciudad de Pereira. Su población es de aproximadamente 32,000 habitantes, con una temperatura aproximada de 23 °C y rodeada de municipios cercanos como Anserma, Viterbo, Apía, y Mistrató.

## Toponimia
Otros nombres que ha recibido el municipio: Higueronal, que más tarde se llamó Arenales, luego Belén, después Mocatán y por último Belén de Umbría.
Belén: El nombre de Belén fue escogido por el señor obispo de Manizales Gregorio Nacianceno Hoyos, quien fue el primer religioso de este rango que visitó estas tierras en 1902, Dicen que llegando a la aldea comento: “este sitio se parece un pesebre, debería llamarse Belén” la idea fue acogida por los feligreses que siguieron nombrando el caserío como lo había puesto el obispo, pero no se aprobó el nombre oficialmente hasta 1911 pues realmente aún se llamaba Arenales.
Umbría: Existen dos versiones; la primera es que este nombre fue escogido posiblemente por algún concejal de Belén y puesto en consideración a la asamblea de Caldas como un homenaje a los Umbrá, una de las más destacadas tribus de esta región (aunque algunos libros de historia aparece como Umbías).
La segunda versión dice que por la época de la conquista existía el Monasterio de Anserma que estaba integrado por Franciscanos; ellos tenían un terreno que actualmente lo compone la vereda de puente Umbría; allí descansaban de sus correrías por el Chocó, Chamí y Guática; y se le dio este nombre porque su patrono Francisco de Asís había nacido la ciudad de Asís, provincia de Perugia que está a su vez en la región de Umbría. Italia y que coincidencialmente por estos lugares existía la tribu de los Umbrá o Umbrías y para más coincidencia en esta región fueron sus primeros habitantes fueron los umbros.

## Historia
Indígenas y conquista
Los habitantes de estos territorios en tiempos de la conquista fueron Los Umbrá, Andicas Chápatas y Guarnes; es posible que haya habido otros grupos menores no registrados muy claramente en los anales de la historia Colombiana. 
Estas comunidades lograron abundantes cosechas de maíz, principalmente se alimentaban de chócolo, yuca, ají, ahuyamas, guanábanas, palmitos de los que extraían leche, manteca, y nata. Tenían cementeras y árboles frutales que rodeaban sus poblados.
Las Mujeres Umbras o Ansermas llevaban manta, desde la cintura hasta la punta de los pies que denominaban enaguas.

Los miembros superiores lo cubrían con otra manta muy pintada, adornada con plaqueta de oro laminado de formas redondeadas y estrelladas.
Los señores usaban Maures o cubre sexo de tela de algodón y encima lujosas mantas; pero la gente del pueblo iba generalmente desnuda o con taparabo; tanto las mujeres como los hombres llevaban el rostro pintado y en el tabique nasal usaban adornos de oro, las mujeres tenían el cabello peinado y los señores lo usaban largo, cogido con guirnaldas.

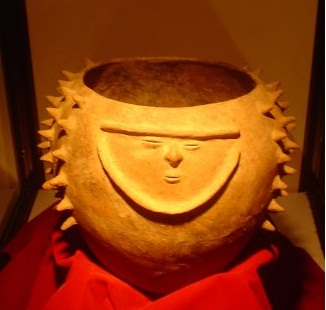
“La Guanavana” o vaso sagrado de los Umbrá es una pieza arqueológica hallada en los años 40 en la vereda Santa Emilia de Belén de Umbría, es una figura antropofitomorfa por tener forma de fruta y rasgos humanos, pero en si, se cree que hace alusión al Sol, actualmente es conservada en el Museo Histórico y Arqueológico de Belén de Umbría.

En épocas de la Conquista española llegaron a estas tierras el Mariscal Jorge Robledo fundador de Santa Ana de los Caballeros de Anserma quien según algunas fuentes manifiestan que fue fundado en el valle de Umbrá, el 15 de agosto de 1539 (posiblemente hoy el valle de Umbría) 
En épocas de la colonia aparecen los Tachiguí o Tachiguía, como una aleación de clanes de los resguardos indígenas, gracias a la mano invasora del español y a los intereses de la Iglesia de aquel entonces, luego por una serie de enfermedades y hambrunas en especial una epidemia de viruela traída por los soldados del General Tomas Ciprinano de Mosquera en 1860 quienes utilizaron este poblado como campamento antes del fallido ataque a Manizales y es así como desaparece este poblado desplazándose actualmente a donde hoy se encuentra el municipio de Belén de Umbría.
Fecha de fundación10 de agosto de 1890
Antes de 1890 concibieron la idea de fundar un pueblo y su principal promotor y tal vez el hombre que podríamos decir, fue el principal fundador, el que pensó en que debería fundar un pueblo fue don Antonio Maria Hoyos Gómez. Era un hombre inteligente, laborioso y progresista, que en unión de los señores José María Londoño (descendiente de Tachigui) e Icidro Flórez (Célebre peleador), Benancio Parra, Santiago Velázquez, Víctor Impatá, Manuel Betancourth, Manuel Hoyos y otros formaron la junta pobladora, pero esta idea no se cristalizó sino hasta 1890 con la colaboración de algunos dirigentes de Anserma principalmente el párroco Pedro H. Orozco. Los parroquianos se dirigieron a la prefectura de Río Sucio pidiendo que esta a su vez se entendiera con la gobernación de Popayán para elevar este lugar de caserío a corregimiento.
Muy pronto esto se logró y nombraron como primer Inspector de policía a don pío Ramírez. Una
de las principales causas era que para 1890 había aumentado la comunidad de esta aldea y sus habitantes eran 400 más. Cuando Manuel María Hoyos y Lisimaco Parra hicieron el trazado de la población, se repartieron los lotes. Es de notar que antes de entregar estos lotes ya había algunos ranchos de paja, pero a partir de su fundación y especialmente desde 1894 se empezó a notar la arquitectura Antioqueña de madera, guádua, paredes de tapia, paredones, puertas talladas, patios grandes, y casas divididas en alcobas. Pero con características propias, sin embargo hubo que rectificar, otra vez el plano de la población y para ello llamaron a don Alejandro Moreno pues como dijimos antes don Manuel Hoyos había cometido grandes errores en su demarcación Cuando don Mr. Martín trasladó en el área de Tachigui al sitio de Higueronal, que más tarde se llamó Arenales, luego Belén de Umbría, después Mocatán y por último otra vez Belén de Umbría. Este señor entregó 82 manzanas pero Cuando se pensó trasladar el cementerio que existía en el sitio denominado como el Alto de la Cruz a un punto más distante al sur de la población donde está actualmente el hogar del Anciano
La Asamblea de Caldas por medio de la ordenanza número 27 de 27 de abril de 1911 creó el municipio de Belén de Umbría separándose de Anserma y agregándole el corregimiento de Arrayanal hoy municipio de Mistrató. 

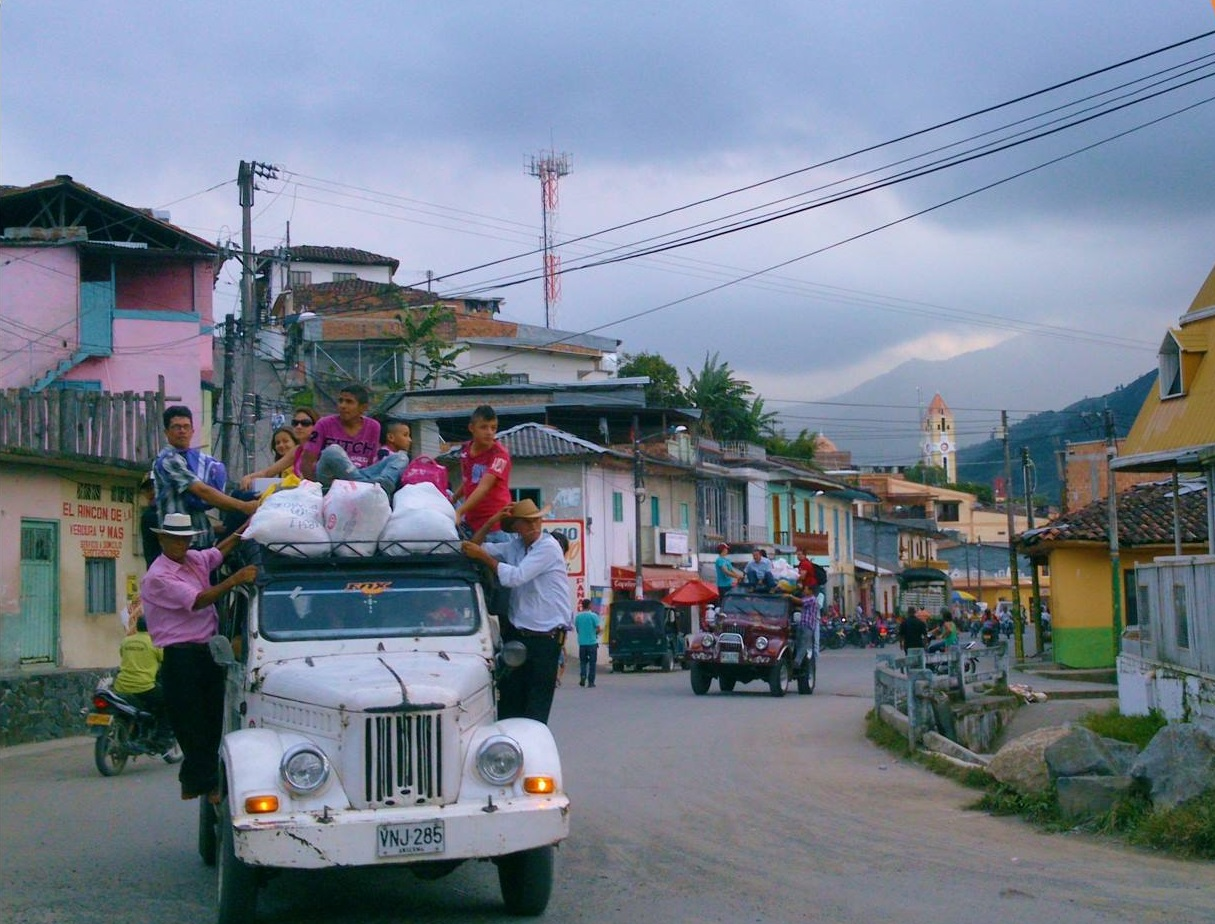
Carpati vehículo utilizado por los campesinos de Belén Umbría, fotografía de William Ramírez Molina

## Geografía

### Datos básicos
- Tiene una temperatura media de 20 °C
- Se encuentra a 1.5 h de la capital de departamento (Pereira).
- Mayor Productor de Café en el Departamento y 10 a nivel Nacional
- Primer Productor de Plátano a nivel departamental
- Es llamada "Ciudad Hidalga y Cafetera" y "Villa de los Guayacanes" anteriormente también fue llamada "El Manantial de Occidente" y "La Hidalga de los Andes"
- Su gentilicio es belumbrenses
- En belén de umbría existen varios parques en el área urbana, como lo son: la plaza de Bolívar o plaza principal, el parque de los fundadores, el parque centenario más conocido como la plazuela, el parque de diversiones que esta junto al coliseo municipal, el parque scout y otros parques o zonas verdes de menor tamaño que se encuentran en distintos barrios del pueblo.

### Generalidades

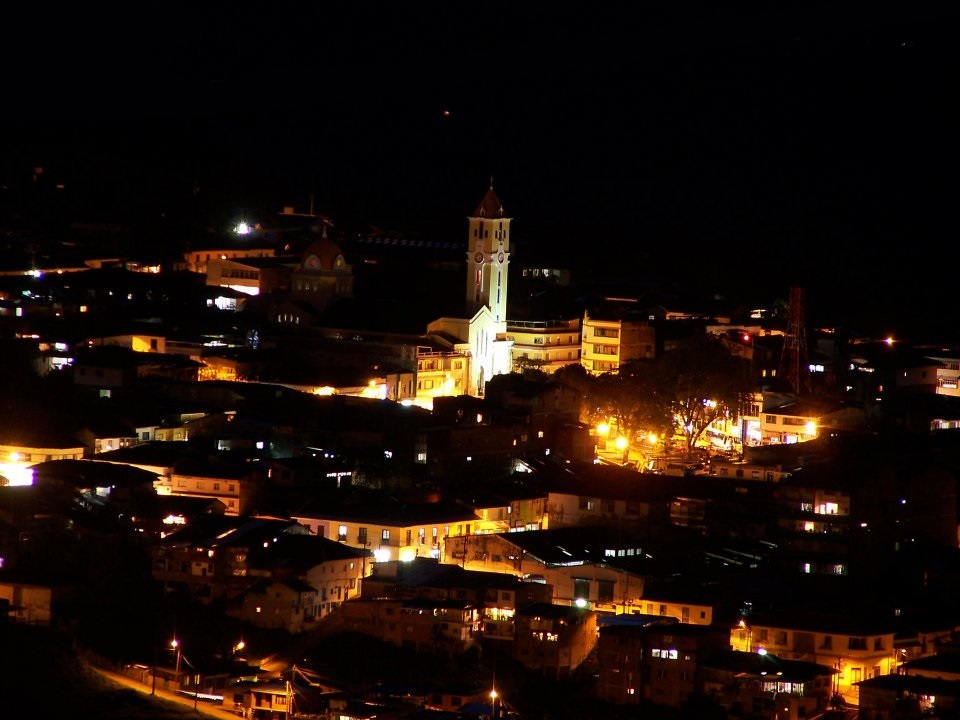
Belén Umbría de Noche, fotografía de Alirio Murillo Hoyos

Belén de Umbría desde ciertos puntos de vista, esta estratégicamente bien ubicado el territorio es montañoso y posee variedad de temperaturas aptas para distintos cultivos. Se encuentra próximo a la vía cerritos-el cauya-la pintada, lo cual es esencial para el turismo y la comunicación.

### Extensión territorial
El Municipio tiene una extensión de 182.42 km² en donde el 60% es topografía ondulada el 5% es plana y el 35% es quebrada.

### Límites
Por el norte limita con los Municipios de Mistrató y Guática (Dpto. de Risaralda) y Anserma (Dpto. de Caldas), al sur con los Municipios de Apía (Dpto. de Risaralda) y Viterbo (Dpto. de Caldas), al oriente con los Municipios de Risaralda y Anserma (Dpto. de Caldas), y al occidente con el municipio de Pueblo Rico.

### Localización
El municipio de Belén de Umbría se encuentra ubicado en la región centro occidental de Colombia, perteneciendo a la subregión II, su coordenadas geográficas son 5° 18" de lat norte a 5° 8" , 76° de long oeste a los 75° 52".

### Relieve
El relieve de belén de umbría es muy quebrado, pues gran parte de su territorio es montañoso, el 60% es topografía ondulada, el 5% es plana y el 35% es quebrada. Belén de umbría se encuentra sobre las estribaciones de la cordillera occidental; en todo su territorio hay cimas que sobresalen entre el relieve del municipio como lo son la cuchilla de San Juan que se encuentra al costado occidental del casco urbano; el alto de piñales que se encuentra al oriente del pueblo y algunos morros que están a lo largo y ancho de su territorio, entre los que se destacan el morro de obispo, el morro paloredondo, el morro el caucho y otros de menor tamaño. También se encuentran algunos valles, el más grande es el valle de umbría, algunos otros de menor tamaño como las zonas planas de remolinos, la isla, valle de andica, el congo y el pinar del río.

### Hidrografía
La cuenca hidrográfica de belén de umbría está bañada por cantidades de quebradas. La vía fluvial más importante es el río Risaralda que atraviesa el valle de umbría, bordea el municipio por el costado oriental marcando el límite con el municipio de anserma, caldas, el río guarne que baña la zona urbana del municipio, la quebrada santa emilia y otras de menor caudal.

## División Político-Administrativa

### Cabecera municipal
La Cabecera municipal de Belén de Umbría está dividida en los siguientes barrios:
- San Martín de Porres. Primer barrio construido por autogestión Comunitaria
- Ciudadela Mocatan
- La Jabonería
- Los Umbras
- Obras Públicas
- Las Colinas
- Las Gaviotas
- Los Rosales
- La Primavera
- Los álamos
- La Puerta del Sol
- El Aprovivar
- 28 de Febrero
- El Alto de la Cruz
- Los Alpes
- San Marcos
- El Prado
- San Vicente
- Centenario
- El Carretero
- Palmarcito
- Los Constructores
- Buenos Aires
- Barrio Obrero
- Santa Marta
- Los Cisnes
- Villa Hermosa
- Villa Hermosa segunda fase
- Gato Negro
- Las Flores
- María Auxiliadora

### Centros poblados
En Belén de Umbría tiene bajo su jurisdicción los siguientes centros poblados:
- Taparcal, que es el más grande y más poblado se encuentra al sur;
- Columbia, que se encuentra al nor-oriente del municipio.

### Veredas
Belén de Umbría tiene constituida las siguientes veredas:
- 1. Algarrobo
- 2. Alturas
- 3. Ándica
- 4. Bajo Guarne
- 5. Cantamonos
- 6. Caucayá
- 7. Columbia
- 8. El Abejero
- 9. El Aguacate
- 10. El  Congo
- 11. El Diamante
- 12. El Dinde
- 13. El Porvenir
- 14. El Progreso
- 15. El Roblal
- 16. El Silencio
- 17. El Tigre
- 18. Guarcía
- 19. Guayabal
- 20. La Argentina
- 21. La Esperanza
- 22. La Florida
- 23. La Frisolera
- 24. La Garrucha
- 25.La Isla
- 26. La Planta
- 27. Selva Baja
- 28. Selva Alta
- 29. La Tesalia
- 30. La Tribuna
- 31. Llorona Alta
- 32. Llorona Baja
- 33. Los Alpes
- 34. Los Ángeles
- 35. Maira Alto
- 36. Maira Bajo
- 37. Marmatico
- 38. Patio Bonito
- 39. Peñas Blancas
- 40. Piñales
- 41. Puente Umbría
- 42. Providencia
- 43. Sandía
- 44. San José
- 45. Santa Emilia
- 46. Santa Helena
- 47. Serna
- 48. Sirguía
- 49. Tachigui
- 50. Taparcal
- 51. Tumurrama
- 52. Valdelomar
- 53. Vista Hermosa
- 54. La Meseta

## Demografía
Cuenta con una población de 27.717 habitantes (según censo DANE 2005) dividida en 12.814 en el casco urbano y en la zona rural con 14.893.

## Turismo y Recreación
Sus atractivos turísticos son: Avistamiento de aves, Paisaje Cultural Cafetero y el entorno de la caficultura, Paisajes y cascadas paradisíacas, Museo Eliseo Bolívar y su historia Arqueológica de la región, Jardín Botánico, Cerro del Obispo con su historia indígena en el Valle de Umbría, via cantamonos hacia la Laguna de piñales, Mirador de Taparcal donde puedes divisar el Nevado del Ruiz y los pueblos que rodean el Valle de Risaralda, Parque natural Santa Emilia su bosque fauna y flora, la gran casacada de los Ángeles y su aventura extrema, la iglesia Santa Rosa de Lima y sus hermosos vitrales, Trapiches turísticos y el proceso natural de la Panela, Turismo agrícola empezando por el plátano y su Planta Procesadora, asociaciones agrícolas y sus procesos de Café, Mora, Lulo, entre otros.
En el Corredor turístico encontrarás el mejor servicio y los mejores hospedajes, conformado por el Parque temático valle de los umbras-Funvallu, Eco Hotel san Juan del valle, Eco Hotel Sky Club, Hotel Belén real, Hotel Guayacán plaza y el Hostal Campestre Finca el Paraíso.

### Festividades y celebraciones
- En pocas de las grandes bonanzas cafeteras la Parroquia Santa Rosa de Lima inició la celebración de las Fiestas Patronales del Misericordioso aprovechando las épocas de la cosecha cafetera desde ahí se dio inicio a las fiestas del municipio en el mes de noviembre, con el paso de los años esta celebración paso de ser más pagana y menos religiosa, en 1990 la junta pobladora se decide utilizar estas fiestas y nombrarlas como fiestas aniversarias con ocasión del primer centenario,  actualmente se le agregó el término fiestas de la “Paisanidad” haciendo honor al fuerte ancestro paisa que tiene el municipio, adicional mente a estas festividades se celebra el Festival Nacional de la Canción Campesina.

- De la misma manera el municipio cuenta atractivos como la celebración de la Semana Santa la cual se realiza con gran devoción.

- La tradición de las fiestas de la virgen del Carmen el 16 de julio se ha venido enriqueciendo con la celebración el mismo día como el “Día del Conductor y su Carpati” o “Día del Carpati” donde se elige el Carpati Rey por su excelente estado de conservación, presentación y condiciones mecánicas.

- La federación Nacional de cafeteros en asocio con el comité departamental y el municipal de cafeteros celebran el "Concurso Nacional del Recolector de Oro" premio otorgado a los mejores recolectores del grano de café del país en el mes de noviembre de cada año temporada de cosecha cafetera en la región

## Economía local
La economía del municipio se basa en la actividad agropecuaria y en menor escala la ganadería, la actividad comercial, microempresarial y minería; la agricultura tradicional se centra en el cultivo del café, el cual se realiza en forma tecnificada, proporcionando en la mayor número de empleados en la región; en menor escala se manejan los cultivos de plátano, yuca, maíz, fríjol y cultivos de clima frío como mora, tomate de árbol, lulo y granadilla. En el sector de la Isla y Remolinos se presenta una importante producción de cítricos.
La diversificación de estos cultivos no ha tenido auge por causa de la falta de comercialización adecuada; aunque hoy en día es posible ver cómo los campesinos y agricultores de la región están sustituyendo en grandes cantidades los cultivos de café por cultivos tales como plátano, mora, lulo, aguacate entre otros.

## Seguridad
En la actualidad el municipio cuenta con un buen ambiente en materia de seguridad debido a la desmovilización del Frente Héroes y Mártires de Guática de las Autodefensas Unidas de Colombia (AUC) en el municipio de Santuario y el repliegue y casi exterminio del Frente Aurelio Rodríguez de las FARC del municipio de Mistrato y Pueblo Rico, factores que permiten que en la actualidad la localidad respire un permanente ambiente de Paz.

## Medios de comunicación y Periodistas
En 1925 Carlos Eduardo Bolívar Guevara funda el periódico el "precursor" donde relataba con su máquina de escribir el acontecer de la vida nacional y regional.
Posteriormente surgieron diferentes periódicos que no tuvieron mayor continuidad. Pero se mantiene de manera permanente el interés de muchos jóvenes por contar con un órgano de ocmunicación escrito.
En radio, siempre ha existido el interés de la comunidad por tener su propia emisora y generalmente eran los párrocos quienes lideraban el proceso de que el municipio contara con su propio medio de comunicación. En la antigua casa cural funcionó una emisora sin licencia que tenía el apoyo de Federmán Colorado y allí ejercían Severiano Gallón Arias y Gerardo Betancur Quintero, este último quien continuó el camino de la comunicación social y ha sido el más representativo periodista de Belén de Umbría por haber ocupado distintos cargos en medios en Pereira, Colombia, director de medios, corresponsal de otros, Decano de una Facultad de Comunicación, docente de periodismo, alcalde encargado de Pereira donde fue Asesor Privado del primer alcalde por elección popular de la capital risaraldense. Y fue quien incursionó por primera vez en los canales comunitarios del municipio con un noticiero semanal con el apoyo de Gilberto Velásquez Zamora.
Miguel Álvarez de los Ríos, abogado, escritor y periodista, ha sido el máximo exponente del Periodismo belumbrense y aunque él asegura que nació en Pereira, desde muy temprana edad su padre residió en Belén de Umbría. El connotado periodista nunca ha negado sus nexos con el municipio del cual se considera más hijo que de la capital.
En los años 80 se crea una emisora en frecuencia AM llamada Ondas de Belén dirigida por Jhon Jairo Arias Henao bajo la administración de la parroquia Santa Rosa de Lima pero por dificultades con las licencia esta desaparece, ya en los años 90 nuevamente se le da vida a esta misma emisora con el nombre de Belén Estéreo la cual funciona en la actualidad en frecuencia Modulada F.M, así mismo en el año 2006 la cadena radial Sistema Sonoro de Colombia instala en Belén de Umbría la estación “Guasca Estéreo” luego la exitosa y ahora Oxígeno. La emisora comunitaria "Belén Stereo" cambio de frecuencia a 95.3 FM, con un grupo de trabajo muy activo, entre ellos Daniel Fernando Gutiérrez, Luis Octavio Aguirre, Edilson Granados, Deiver Julián Marin y otros siempre bajo la dirección de la Parroquia Santa Rosa de Lima.
En materia de Televisión Local a principios de los años noventa se da origen al canal comunitario Corantebe uno de sus principales gestores son los señores Oscar de Jesús López, Jhon Jairo Arias Henao, Ricardo Bahena, entre otros y desde allí se gesta la aparición de otro canal de origen privado llamado Promovisión. A 11 años de funcionamiento en el año 2003 Corantebe desaparece. En la actualidad solo funciona el canal Local ProTV, propiedad de Promovisión.
Con la llegada de las redes sociales el canal local tomó el nombre de Montes Televisión dejando el nombre de Promovisión saltando al Facebook emitiendo contenido, posteriormente en septiembre de 2017 nace el Informativo Belumbrense medio de comunicación digital cuyo único fin es informar hechos y acontecimientos locales o que impacten en los habitantes de Belén de Umbría

## Cultura
El municipio de Belén de Umbría es considerado como un municipio de tradiciones paisas y cafeteras, por factores del orden histórico y geográfico. Es una región de gentes amables, alegres y buenas costumbres que permiten ser buenos anfitriones a la hora de recibir al foráneo.
Una de las imágenes más características es el vehículo Carpati, el cual es utilizado para el transporte rural debido a su topografía. Este medio de transporte, aparte de cumplir su misión es un ícono para la cultura de la localidad y permite que sus habitantes se identifiquen con él.

## Símbolos Municipales
Significado de la Bandera
El verde que simboliza la esperanza.
El vino tinto que representa el color del grano de café maduro que es la base de la economía.
Y un rombo blanco incrustado en el centro que refleja la paz que se vive en este territorio municipal.

## Servicios públicos
- Energía Eléctrica: Central Hidroeléctrica de Caldas (CHEC), del grupo EPM, es la empresa prestadora del servicio de energía eléctrica.
- Gas Natural: Efigas es la empresa distribuidora y comercializadora de gas natural en el municipio.